# Groupe de NGC 3449
Le groupe de NGC 3449 est un trio de galaxies situé dans les constellations l'Hydre et de la Machine pneumatique. La distance moyenne entre ce groupe et la Voie lactée est d'environ 52,6 Mpc (∼172 millions d'al). 
- Note. Les coordonnées du centre de masse du groupe indiquées par Garcia sont celles de l'l'époque B1950, ce qui est près de la frontière entre l'Hydre et la Machine pneumatique. Il faut transformer ces coordonnées[2] pour celles de l'époque J2000 pour obtenir la constellation[3] de la position du centre de masse. Les coordonnée du centre de masse de ce groupe sont 10h 55m 15,01s et -33° 11′ 40.22″ et il est dans la Machine pneumatique.

## Membres
Le tableau ci-dessous liste les trois galaxies du groupe indiquées dans l'article de A.M. Garcia paru en 1993.
| Nom        | Const.              | Class.       | Type           | α (J2000.0)   | δ (J2000.0)  | Vitesse radiale (km/s) | m            | Distance (Mpc) | Diamètre (kal) |
| ---------- | ------------------- | ------------ | -------------- | ------------- | ------------ | ---------------------- | ------------ | -------------- | -------------- |
| NGC 3449   | Machine pneumatique | SA(s)ab?     | Spirale        | 10h 52m 53.6s | -32° 55′ 39″ | 3276 ± 6               | 11,7         | 53,2 ± 3,7     | 223            |
| ESO 437-65 | Hydre               | SB(rs)bc pec | Spirale barrée | 10h 49m 13.7s | -31° 18′ 17″ | 3222 ± 5               | 13,04 ± 0,09 | 52,5 ± 3,7     | 107            |
| ESO 437-67 | Machine pneumatique | (R')SB(r)ab  | Spirale barrée | 10h 52m 16.1s | -32° 40′ 16″ | 3191 ± 3               | 12,01 ± 0,09 | 52,0 ± 3,7     | 78             |

Le site DeepskyLog permet de trouver aisément les constellations des galaxies mentionnées dans ce tableau ou si elles ne s'y trouvent pas, l'outil du site constellation permet de le faire à l'aide des coordonnées de la galaxie. Sauf indication contraire, les données proviennent du site NASA/IPAC. 